# Hamamelidae
Hamamelidae, zastarjeli biljni podreazred u razredu Magnoliopsida, po nekima u Rosopsida.
Redovi koji su se klasificirali u nju su: Balanopales, Barbeyales, Casuarinales, Cercidiphyllales, Corylales, Daphniphyllales, Didymelales, Eupteleales, Fagales, Hamamelidales, Juglandales, Myricales, Myrothamnales, Rhoipteleales, Simmondsiales, Trochodendrales.

## Opis
Hamamelididae su anemogamne bezlatičnice s resastim cvatovima i plodovima u obliku oraha. Poznate su od krede do danas. Ime dobiva po redu danas neprizntom redu Hamamelidales kojem se klasificiraju i visoka stabla koja rastu u SAD-u i Meksiku, kao što su platane s loptastim cvatovima i cvjetovima odvojenog spola.
Red fagales karakteriziraju jednospolni, jednodomni cvjetovi bez ocvijeća, glavni predstavnik je porodica Fagaceae s jestivim plodovima obavijenim kupulom, a poznata je od krede.

## Sistematika

### Cronquist
Cronquistov sustav iz 1981. navodi redove:
- Carstvo Plantae Haeckel, 1866
  - Divizija Magnoliophyta Cronquist, Takht. & Zimmerm., 1966
    - Razred Magnoliopsida Brongn., 1843
      - Podrazred Hamamelidae Takht.
        - I6 Red Hamamelidales Wettstein, 1907
          - Porodica Cercidiphyllaceae Engl., 1909
            - Rod Cercidiphyllum Siebold & Zucc.

          - Porodica Eupteleaceae Wilhelm, 1910
            - Rod Euptelea Siebold & Zucc.

          - Porodica Hamamelidaceae R. Br., 1818
            - Rod Distyliopsis P.K.Endress
            - Rod Disanthus Maxim.
            - Rod Distylium Siebold & Zucc.
            - Rod Corylopsis Siebold & Zucc.
            - Rod Exbucklandia R.W.Br.
            - Rod Altingia Noronha
            - Rod Fothergilla L.
            - Rod Hamamelis L.
            - Rod Matudaea Lundell
            - Rod Parrotiopsis (Nied.) C.K.Schneid.
            - Rod Liquidambar L.
            - Rod Rhodoleia Champ. ex Hook.

          - Porodica Myrothamnaceae Niedenzu, 1891
            - Rod Myrothamnus Welw.

          - Porodica Platanaceae Dumort., 1829
            - Rod Platanus L.

        - I7 Red Juglandales Engler, 1892
          - Porodica Juglandaceae A. Richard ex Kunth, 1824
            - Rod Engelhardia Lesch. ex Blume
            - Rod Carya Nutt.
            - Rod Alfaroa Standl.
            - Rod Platycarya Siebold & Zucc.
            - Rod Pterocarya Kunth
            - Rod Oreomunnea Oerst.
            - Rod Juglans L.

          - Porodica Rhoipteleaceae Handel-Mazetti, 1932
            - Rod Rhoiptelea Diels & Hand.-Mazz.

        - I8 Red Leitneriales Engler, 1897
          - Porodica Leitneriaceae Benth., 1880
            - Rod Leitneria Chapm., 1860

        - I9 Red Myricales Engler, 1892
          - Porodica Myricaceae Blume, 1829
            - Rod Comptonia L'Her. ex Aiton
            - Rod Canacomyrica Guillaumin
            - Rod Myrica L.

        - I10 Red Trochodendrales Takht., 1966
          - Porodica Tetracentraceae Van Tieghem, 1900
            - Rod Tetracentron Oliv.

          - Porodica Trochodendraceae Eichler, 1865
            - Rod Trochodendron Siebold & Zucc.

        - I11 Red Urticales Lindl., 1833
          - Porodica Barbeyaceae Rendle, 1916
            - Rod Barbeya Schweinf.

          - Porodica Ulmaceae Mirbel, 1815
            - Rod Celtis L.
            - Rod Aphananthe Planch.
            - Rod Zelkova Spach
            - Rod Hemiptelea Planch.
            - Rod Ulmus L.
            - Rod Trema Lour.

          - Porodica Cannabaceae Endl., 1837
            - Rod Cannabis L.
            - Rod Humulus L.

          - Porodica Moraceae Link, 1831
            - Rod Fatoua Gaudich.
            - Rod Maclura Nutt.
            - Rod Artocarpus J.R.Forst. & G.Forst.
            - Rod Dorstenia L.
            - Rod Ficus L.
            - Rod Morus L.

          - Porodica Cecropiaceae Berg, 1978
            - Rod Cecropia Loefl.
            - Rod Coussapoa Aubl.
            - Rod Pourouma Aubl.
            - Rod Musanga C.Sm. ex R.Br.
            - Rod Conocephalus Blume
            - Rod Myrianthus P.Beauv.

          - Porodica Urticaceae Juss., 1789
            - Rod Elatostema J.R.Forst. & G.Forst.
            - Rod Pilea Lindl.
            - Rod Boehmeria Jacq.
            - Rod Urera Gaudich.
            - Rod Laportea Gaudich.
            - Rod Parietaria L.
            - Rod Phenax Wedd.
            - Rod Urtica L.
            - Rod Helxine Bubani

          - Porodica Physenaceae

### Takhtajan
- Nadred Trochodendranae
  - Red Trochodendrales
    - Porodica Trochodendraceae
    - Porodica Tetracentraceae

  - Red Cercidiphyllales
    - Porodica Cercidiphyllaceae

  - Red Eupteleales
    - Porodica Eupteleaceae
- Nadred Myrothamnanae
  - Red Myrothamnales
    - Porodica Myrothamnaceae
- Nadred Hamamelidanae
  - Red Hamamelidales
    - Porodica Hamamelidaceae
    - Porodica Altingiaceae (Cronquist: Hamamelidaceae)
    - Porodica Platanaceae
- Nadred Barbeyanae
  - Red Barbeyales
    - Porodica Barbeyaceae
- Nadred Daphniphyllanae
  - Red Daphniphllales
    - Porodica Daphniphyllaceae

  - Red Balanopales
    - Porodica Balanopaceae
- Nadred Buxanae
  - Red Didymelales
    - Porodica Didymelaceae

  - Red Buxales
    - Porodica Buxaceae

  - Red Simmondsiales
    - Porodica Simmondsiaceae
- Nadred Faganae
  - Red Fagales
    - Porodica Fagaceae
    - Porodica Nothofagaceae

  - Red Corylales
    - Porodica Betulaceae
    - Porodica Corylaceae (Cronquist: Betulaceae)
    - Porodica Ticodendraceae
- Nadred Casuarinanae
  - Red Casuarinales
    - Porodica Casuarinaceae
- Nadred Juglandanae
  - Red Myricales
    - Porodica Myricaceae

  - Red Rhoipteleales
    - Porodica Rhoipteleaceae

  - Red Juglandales
    - Porodica Juglandaceae